# SMS Mecklenburg
«Мекленбург» (нім. SMS Mecklenburg) — німецький військовий корабель, пре-дредноут типу «Віттельсбах» Імператорських військово-морських сил Німеччини. Перший корабель, названий на честь Мекленбургів, німецького шляхетського роду із Померанії західнослов'янського походження.

## Історія створення
«Мекленбург» був закладений 15 травня 1900 року на верфі компанії AG Vulcan Stettin у Штеттіні. 9 листопада 1901 року він був спущений на воду, а 25 червня 1903 року увійшов до складу ВМС Німецької імперії. Разом з однотипними кораблями — «Віттельсбах», «Церінген», «Веттін» і «Швабен» — були першими капітальними кораблями, побудованими відповідно до Закону про ВМС 1898 року. Основним озброєнням лінкора була батарея з чотирьох 240-мм гармат і корабель розвивав максимальну швидкість 18 вузлів (33 км/год).

## Історія служби
Відразу після введення в експлуатацію «Мекленбург» розпочав ходові випробування, які тривали до середини грудня 1903 року. Його було призначено до II дивізіону I ескадри разом із лінкорами «Кайзер Вільгельм дер Гроссе» та «Кайзер Вільгельм II». «Мекленбург» був змушений увійти в сухий док на Kaiserliche Werft у Вільгельмсгафені для незначних удосконалень і ремонту після випробувань; ця робота тривала до кінця лютого 1904 року. Після цих модифікацій «Мекленбург» взяв участь в індивідуальних тренуваннях і тренуваннях ескадри, а також в огляді флоту під час візиту британського короля Едуарда VII у червні. Наступного місяця німецький флот відправився в круїз до Великої Британії, Нідерландів і Норвегії, який тривав до серпня. Потім «Мекленбург» брав участь у щорічних осінніх навчаннях флоту, які проходили наприкінці серпня та вересні, а також у зимовому навчальному поході в листопаді та грудні.
Панцерник брав участь у тренувальному поході до Азорських островів у липні та серпні 1908 року. Він також виграв нагороду кайзера «Стрілецький приз» (нім. Schießpreis) за найточнішу стрільбу в її ескадрі, разом з лінкором «Лотринген». У середині грудня «Мекленбург» знову повернулася до Вільгельмсгафена для щорічного капітального ремонту. 1909 і 1910 роки пройшли для корабля без подій, з тією ж схемою навчальних походів і маневрів, що й у попередні роки.
31 липня «Мекленбург» був замінений новим дредноутом «Остфрісланд». Після цього корабель був виведений з експлуатації та направлений до резервної дивізії в Північному морі. 9 травня 1912 року його перевели до резервної дивізії на Балтиці. Він ненадовго повернувся до дійсної служби в 1912 році з 9 по 12 травня, щоб перемістити додредноут з Північного моря в Балтійське, і знову з 14 серпня по 28 вересня для участі в навчаннях флоту того року. Під час маневрів служив в III ескадрі.
Після початку Першої світової війни в серпні 1914 року пре-дредноути типу «Віттельсбах» було мобілізовано до бойового складу флоту, де з них та пре-дредноутів типу «Брауншвейг» «Ельзас» і «Брауншвейг» було сформовано окрему IV бойову ескадру. «Мекленбург» виконував обмежену роль у подіях битви на Балтійському морі, корабель зіграв незначну роль у битві в Ризькій затоці в серпні 1915 року, хоча «Мекленбург» не брав безпосередньої участі в бою з російськими військами.
17 грудня корабель сів на мілину біля входу в гавань Лібава, але був відбуксований без будь-яких пошкоджень. Він повинен був замінити зношений броненосний крейсер «Принц Генріх» у розвідувальних силах флоту на Балтиці, але «Мекленбург» і однотипні броненосці були зняті з експлуатації незабаром після цього. На цьому етапі війни німецький флот зіткнувся з гострою нестачею екіпажів, яку можна було пом'якшити шляхом списання старих, менш ефективних військових кораблів. Крім того, зростаюча загроза з боку британських підводних човнів і російських мін на Балтиці до 1916 року, останні з яких потопили броненосний крейсер «Фрідріх Карл», переконала керівництво німецького флоту вивести застарілі кораблі типу «Віттельсбах» з активної служби. 6 січня 1916 року «Мекленбург» вирушив з Лібави в напрямку Кіля, прибувши наступного дня. 24 січня він був виведений зі списків флоту та відправлений до резерву.